# バンレイシ
バンレイシ（蕃茘枝、学名: Annona squamosa）は、バンレイシ科バンレイシ属に属する植物の1種、またはその果実のことである。多数の果実が合着した集合果を形成し（図1）、その形態を釈迦の頭に例えて釈迦頭（）ともよばれる。英名に基づいてシュガーアップル（sugar apple）やスウィートソップ（sweetsop）ともよばれる。バンレイシ属の他の種と同様、カスタードアップル（custard apple）とよばれることもある。中米原産であるが、世界中の熱帯域で広く栽培され、果実が食用とされている。
植物の学名の出発点であるリンネの『植物の種』(1753年) で記載された植物の1種である。

## 特徴
半落葉性の小高木であり、高さ3–8メートルになる（下図2a）。乾期には落葉する。根元から分枝することが多く、枝は不規則に広がり、若い枝は有毛。
葉は2列互生し、葉柄は長さ4–15ミリメートル (mm)、葉身は楕円形から披針形、5–17.5 × 2–7.5 センチメートル (cm)、先端は鋭形から鈍形、基部は鈍形から円形、表面は暗緑色で無毛、若い葉では裏面に軟毛があるが後に無毛、葉脈は羽状で側脈は8-15対（下図2b）。
花は葉腋につくかまたは葉に対生して垂下し、単生または2–4個が束生する。花柄は長さ 1.5–2.5 cm、有毛（下図2c）。萼片は3枚、三角形、2–3 mm、緑色、有毛、早落性（下図2c）。花弁は3枚ずつ内外2輪につき、外花弁は楕円状披針形で厚く多肉質、1.5–3 × 0.5–1 cm、黄緑色で基部がときに紫色、内花弁は小さく鱗状または欠失（下図2c）。雄しべは多数、長楕円形で長さ 1.2–1.5 mm、黄白色、葯隔は幅広く頂端がやや切り落とし状。心皮は多数が離生（雌しべが多数）、長楕円形、暗紫色、花柱を欠き、柱頭は卵形から披針形。
多数の果実が密着した集合果は球形から卵形、直径 5–20 cm、1個の果実に相当する部分は深い溝で区切られ、多角形で膨潤している（下図3a）。果実は熟すと緑色から黄緑色になり、果肉は柔らかく白色（下図3b）。種子は多数、光沢がある黒褐色、1.0–1.5 × 0.5–0.8 cm（下図2e）。

## 分布・生態
原産地は中央アメリカの低地であると考えられている。先史時代にそこから人間によってメキシコや南米北部に移入され、さらにアメリカ合衆国フロリダ州、熱帯アフリカ、南アジアから中国南部、台湾、東南アジア、オーストラリア北部、ポリネシアなど世界中の熱帯から亜熱帯域で栽培されるようになり、一部では逸出野生化している。
熱帯域低地から亜熱帯域に分布しており、特にやや乾燥した環境で生育している。バンレイシ属の中では環境適応能が高い種であり、乾期には落葉し耐乾性が高い。若い木は日陰を必要とするが、成長したものは日光を好む。
雌性先熟であり、熱帯では午後3時ごろからに開花し、翌日午前2時ごろには受粉能は消失し花粉が放出される。

## 人間との関わり

### 栽培
バンレイシはバンレイシ属の中では最も広く栽培されており、アメリカ、アフリカ、アジア、太平洋の熱帯域で見られる（図4a）。栽培には高温を必要とするが乾燥には強く、乾燥後の降雨によって着花数が多くなる。
バンレイシは、種子または挿し木、接ぎ木によって増やす。種子の発芽率は90–95%に達する。植え付け後2–4年で実をつけ始めるが，1本の木あたりの収穫量は年平均40–75個と多くはない。果実の収穫期は、台湾では7月から3月、インドでは8月から11月、タイや米国フロリダ州、西インド諸島では7月から10月である。完熟前に収穫され、追熟させる。
病虫害としては炭疽病（Colletrotrichia）、ならたけ病（Armillaria）、青枯病（Pseudomonas）、黒斑病（Phytophthora）、Phomopsis、果実腐敗（Gliocladium）、さび病（Phakopsora）、キクイムシ、コバチ（Bephratelloides）、ガ（Cerconota, Anonaepestis）、カメムシ（Amblypelta）、ミバエ、カイガラムシ、ハダニなどが知られている。
さまざまな品種が作出されており、‘Arka’、‘Arka Sahan’、‘Balanagar’、‘Balondegar’、‘Barbadose Seedling’、‘British Guinea’、‘Lal Sitiphal’、‘Mammoth’、‘Puranddhar’、‘Washington’、‘Sindhan’、‘Ruan-zhi’、‘Cu-lin’、‘Da-mu’、‘Xi-lin’、‘Tai-nong no.1’ などがある。また ‘Cuban Seedless’ はキューバ産の種無し品種である。果実が赤紫色になる品種も存在し（‘Red Sitaphal’）、日本ではレッドアテスともよばれる（上図4b）。
1907年、米国フロリダ州において、バンレイシとチェリモヤ（Annona cherimola）の交雑によってアテモヤ（Annona × atemoya）が作出され（この交雑は独立に何度も起こっている）、広く栽培されている（上図4c）。

### 食用
バンレイシの果実は、古くから食用として利用されている。特に台湾、フィリピン、タイ、インド、西インド諸島などでは重要な果物であり、キューバではマンゴーと並んで好まれる果物の1つである（下図5a, b）。
ふつう生食されるが、シャーベット、アイスクリーム、清涼飲料、発酵飲料として利用されることもある。パイナップルとバナナを合わせたほのかな甘味と喩えられる。種子は有毒なので避けて食べる。
果実は熟すと黒い斑点が増え（下図5c）、果肉を伴う区画ごとにはずすことができるようになる（下図5d）。果肉は白いシャーベット状、クリーム状で、中に大豆大の黒い種子が複数入っている（下図5d）。味は非常に甘味が強く、ねっとりした果肉の中にジャリジャリとした砂糖の粒を噛むような食感がある。このジャリジャリした食感は、梨と同様に果肉中に石細胞が多く含まれているためである。英名の sugar apple はこの食感から付けられた。
長期の保存と運搬が困難であるため、基本的に産地周辺で消費される。2021年現在、日本では生のバンレイシの輸入は許可されておらず、食べられる機会は少ない。台湾ではマイナス50度程度で急速冷凍して、食べる前に自然解凍することで甘さや食感を保持する技術が実用化され、2018年に日本への輸出が始まった。

### その他の利用
種子や葉、樹皮、根はアルカロイドやアセトゲニンを含み、有毒である。これらは、民間薬や駆虫剤として利用されることがある。
樹皮が製紙に使われることもある。

### 名称
英語ではsugar apple（シュガーアップル）、sweetsop（スウィートソップ）とよばれ、またギュウシンリやチェリモヤなどの類似種と同様にcustard apple（カスタードアップル）とよばれることがある。
中国語では「蕃荔枝」（ファンリージー、拼音: fānlìzhī、注音: ㄈㄢ ㄌㄧˋ ㄓ、台湾語 ホワンナイチー、hoan-nāi-chi）、「釋迦」（シーチャー、拼音: shìjiā、注音: ㄕˋ ㄐㄧㄚ、台湾語 シェッキャ、sik-khia）、「佛頭果」（フォートウグオ、拼音: fótóuguǒ、注音: ㄈㄛˊ ㄊㄡˊ ㄍㄨㄛˇ，台湾語 フッタウコー、hu̍t-thâu-kó）などという。
タイ語ではノイナー (น้อยหน่า)、ベトナム語ではナー (na)、クメール語ではティアプ（ទៀប）、インドネシア語ではスリカヤ (srikaya)、フィリピン語ではアティス (atis)、アムハラ語（エチオピア）ではグシュタフ、スペイン語では anon, anona, anona blanca、ポルトガル語では ata、フランス語では anonne ecailleuse, attiee, pomme cannelle とよばれる。また atemoya や chirimoya とよばれる例もあるが、これらはふつう別種（アテモヤ、チェリモヤ）を示す。

## ギャラリー

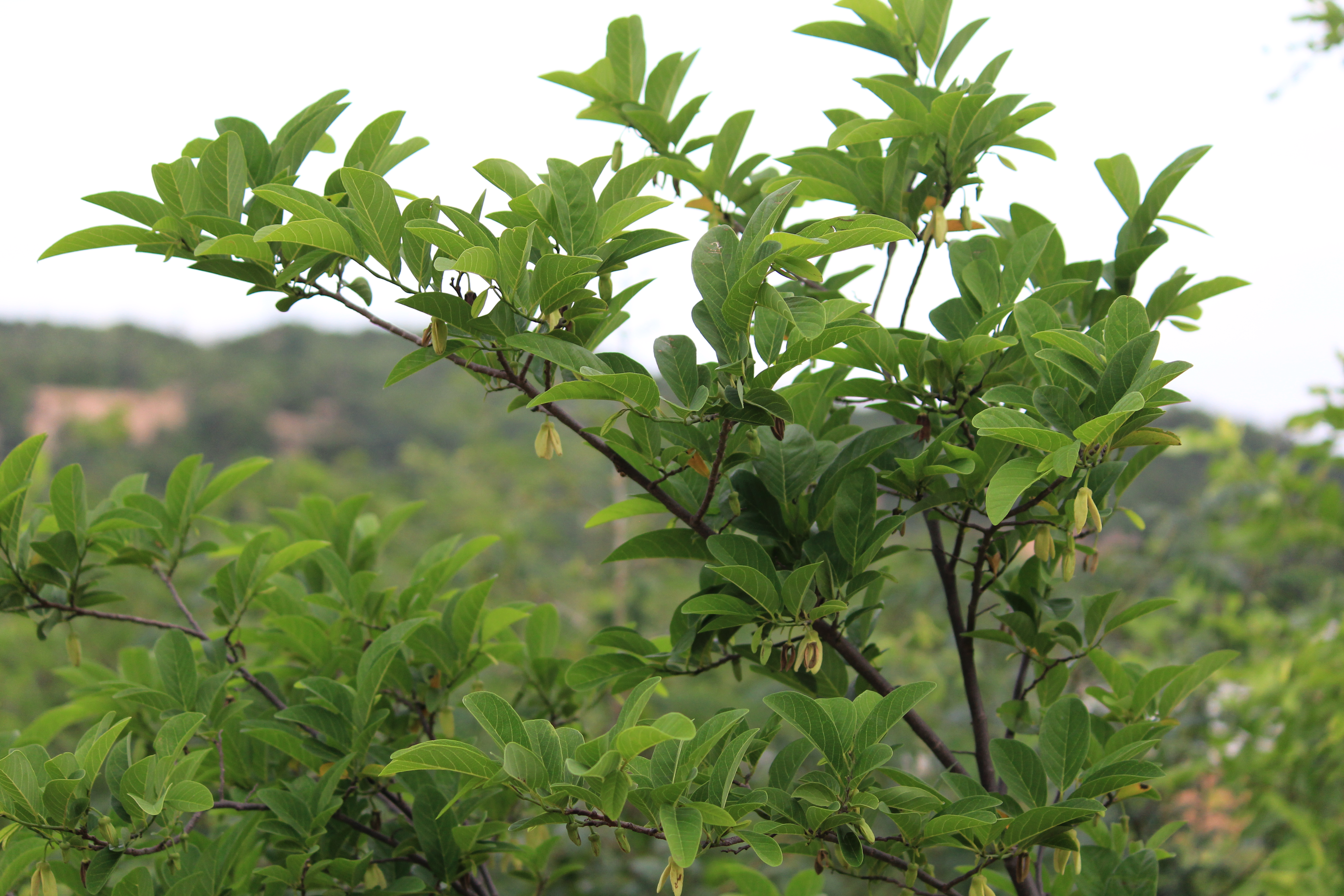
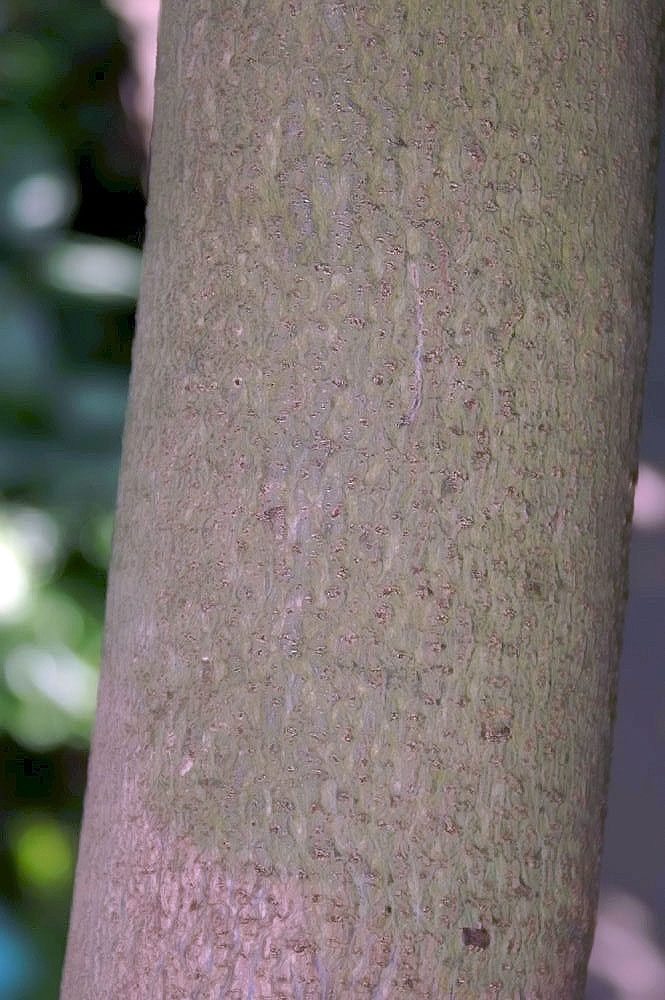
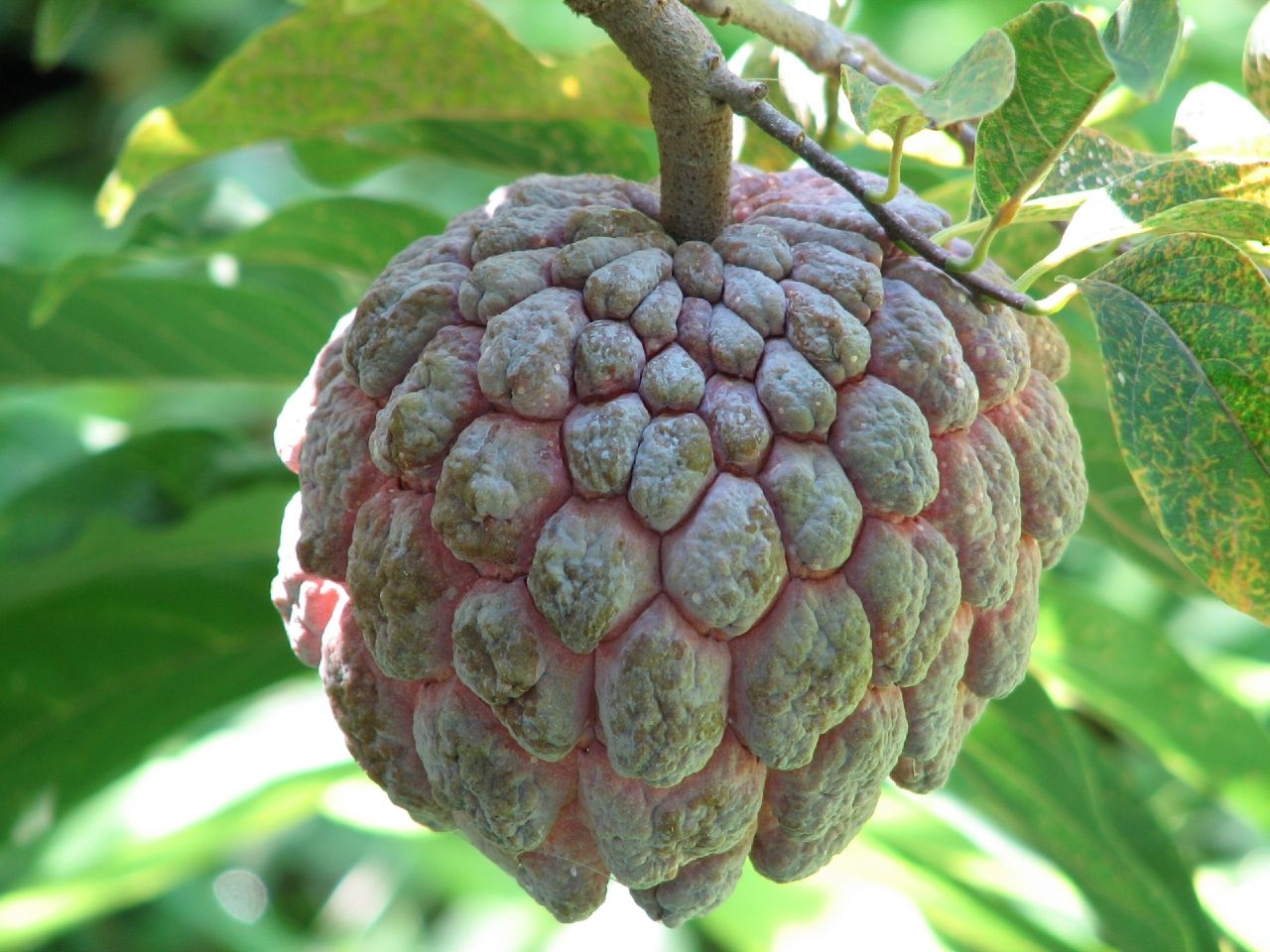
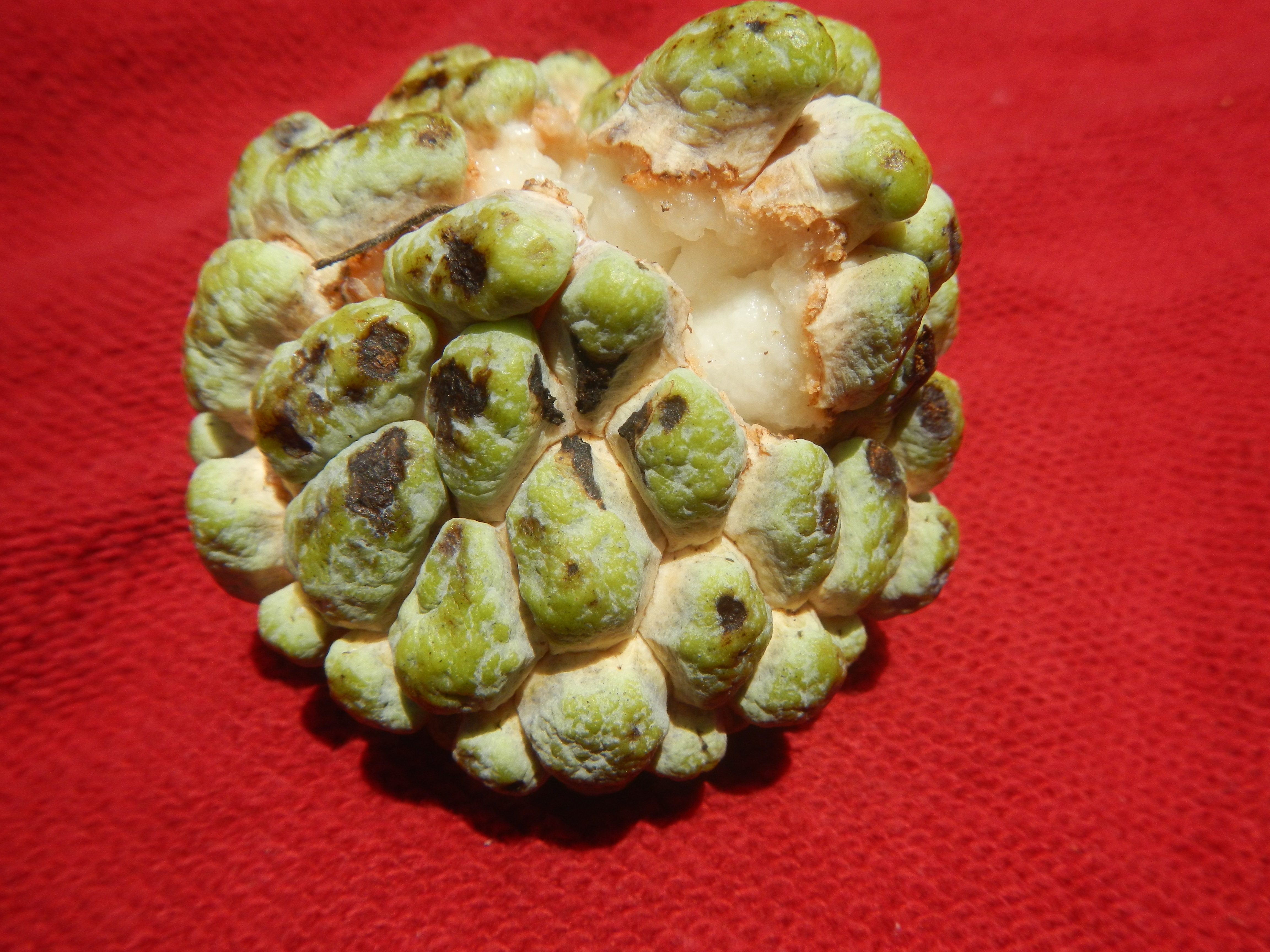
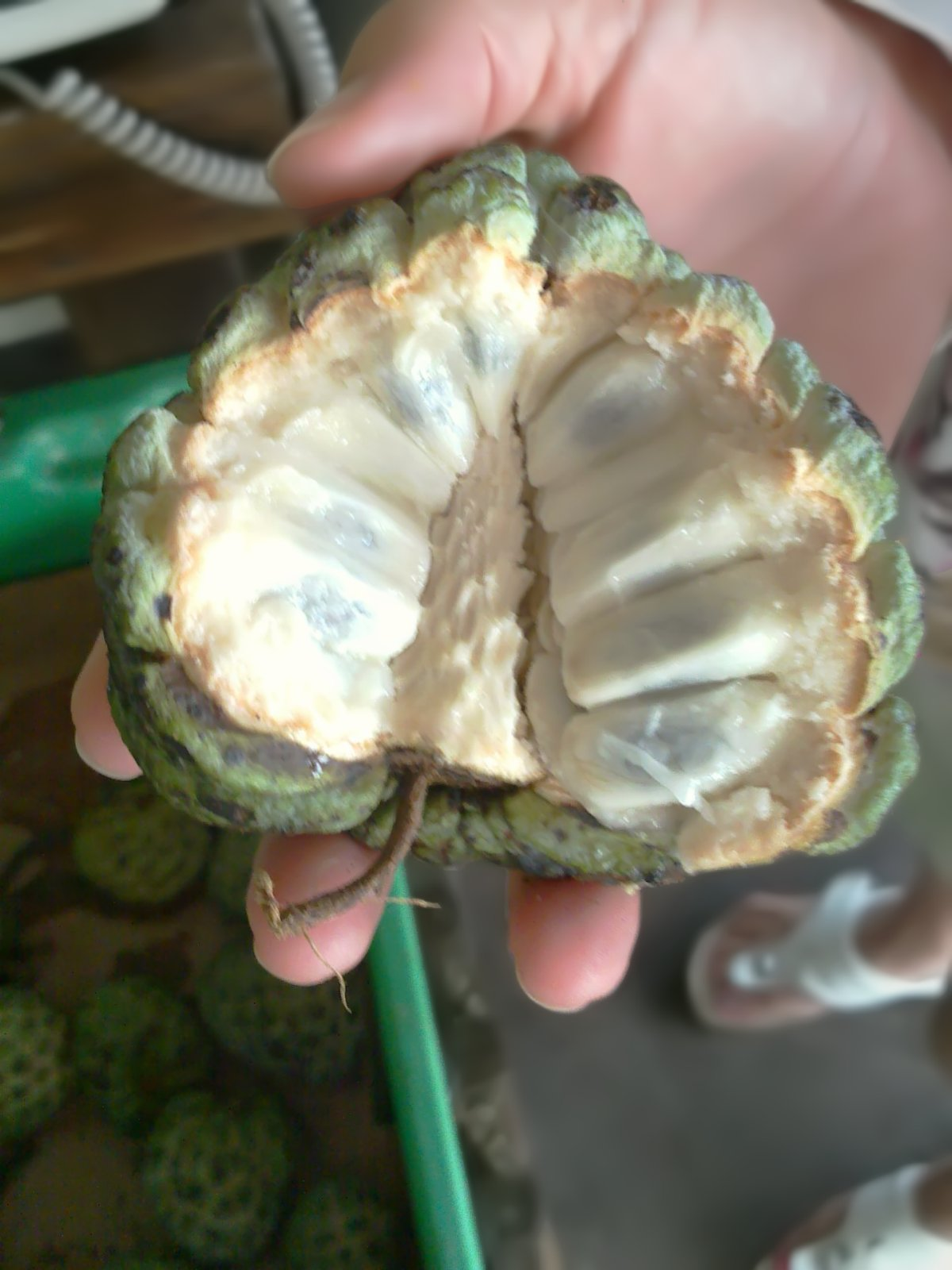